# Lysandra syngrapha
Lysandra syngrapha är en fjärilsart som beskrevs av Wilhelm Moritz Keferstein 1851. Lysandra syngrapha ingår i släktet Lysandra och familjen juvelvingar. Inga underarter finns listade i Catalogue of Life.